# Asplenium parvisorum
Asplenium parvisorum là một loài dương xỉ trong họ Aspleniaceae. Loài này được Bonap. mô tả khoa học đầu tiên năm 1920.